# Universidade de Araraquara
A Universidade de Araraquara - UNIARA, é uma universidade privada localizada na cidade de Araraquara, no estado de São Paulo.

## História
Com a criação da Associação São Bento de Ensino – ASBE, em 1968, foi inaugurada uma etapa que transformou o ensino superior de Araraquara e região. Naquele ano, o MEC avalizou a criação da Faculdade de Ciências Econômicas e Administrativas de Araraquara, com os cursos de Administração e Ciências Econômicas. 
Pouco depois, em 1970, foi autorizada a Faculdade de Direito de Araraquara e, em 1971, a Faculdade de Educação de Araraquara (que em 1974 se transformaria na Faculdade de Educação e Estudos Sociais de Araraquara). 
Diante dessa expansão, foi fundada em 1972 a Federação das Faculdades Isoladas de Araraquara – Fefiara, que passou a congregar as faculdades então existentes.
Em 1997, a Instituição conseguiu o seu credenciamento como Centro Universitário, ganhando autonomia para novas perspectivas de crescimento. Nascia a UNIARA.
Em 2016, o Centro Universitário de Araraquara foi transformado em Universidade de Araraquara pela portaria ministerial nº 612, do dia 15/07/2016. A decisão foi publicada no Diário Oficial da União (D.O.U.) de 15/07/2016.

### Administração
- Reitor: Prof. Dr. Luiz Felipe Cabral Mauro
- Pró-Reitor de Graduação, Especialização e Extensão: Prof. Flávio Módolo
- Pró-Reitora de Pós-Graduação Stricto Sensu: Profa. Dra. Vera Lucia Silveira Botta Ferrante
- Pró-Reitor Administrativo: Prof. Me. Fernando Mauro
- Pró-Reitor de Planejamento e Desenvolvimento: Prof. Me. Ricardo Arruda Mauro

## Cursos
Hoje, a UNIARA conta com mais de sete mil alunos de graduação nos seguintes cursos:
- Administração
- Arquitetura e Urbanismo
- Biologia
- Biomedicina
- Ciências Contábeis
- Design de Moda
- Design Digital
- Direito
- Economia
- Educação Física
- Enfermagem
- Engenharia Agronômica
- Engenharia Civil
- Engenharia de Computação
- Engenharia de Energias Renováveis e de Ambiente
- Engenharia de Produção
- Engenharia Elétrica
- Engenharia Mecatrônica
- Estética e Cosmetologia
- Farmácia
- Fisioterapia
- Gestão de Recursos Humanos
- Gestão do Esporte
- Jogos digitais
- Jornalismo
- Medicina
- Medicina Veterinária
- Nutrição
- Odontologia
- Pedagogia
- Psicologia
- Publicidade e Propaganda
- Sistemas de Informação
- Terapia Ocupacional

Fora esses, há cursos de pós-graduação, mestrado e doutorado e cursos de extensão em diversas áreas.

## Unidades
- Unidade I - Rua Voluntários da Pátria, 1309, Centro[7]
- Unidade II - Casarão - Rua Carlos Gomes, 1217, Centro[7]
- Unidade III - Avenida Feijó, 122, Centro[7]
- Unidade IV - Avenida Maria Antonia Camargo de Oliveira, 170, Vila Suconasa[7]
- Clínica Integrada de Nutrição - Avenida Dom Pedro II, 769, Centro[7]
- Centro de Psicologia Aplicada - Avenida Dom Pedro II, 562, Centro[7]
- Centro de Moda - Avenida 15 de Novembro, 567, Centro[7]
- Centro de Comunicação Social - Avenida Maria Antonia Camargo de Oliveira, 225, Centro[7]
- Centro de Tecnologia Uniara - Avenida Maria Antonia Camargo de Oliveira, 703, Vila Suconasa[7]
- Ibiotec - Instituto de Biotecnologia - Rua José Barbieri Neto, 143, Sítio Lagoa Serena[7]